# Verbindungstechnik (Elektrotechnik)

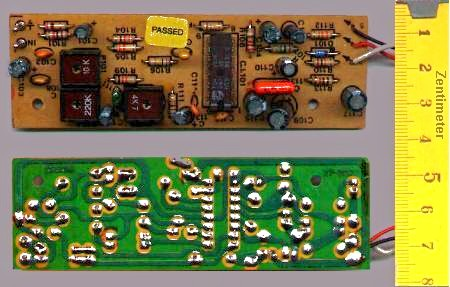
Elektrische Verbindungen auf einer Platine

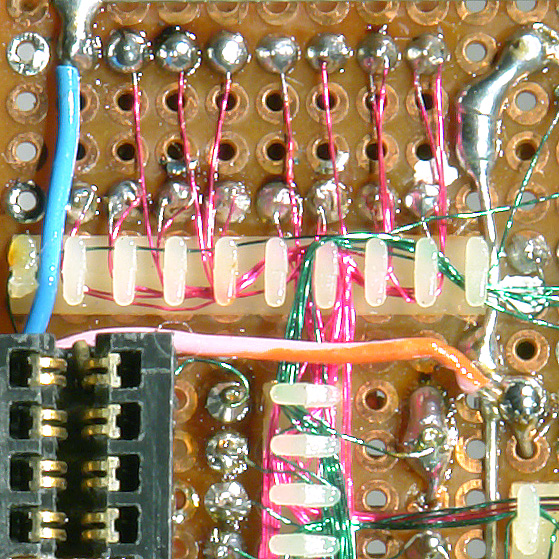
In Fädeltechnik von Hand verdrahtete Platine

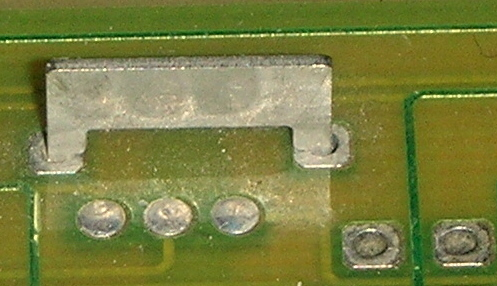
Elektrische Verbindung mit Lötbrücke auf einer Leiterplatte

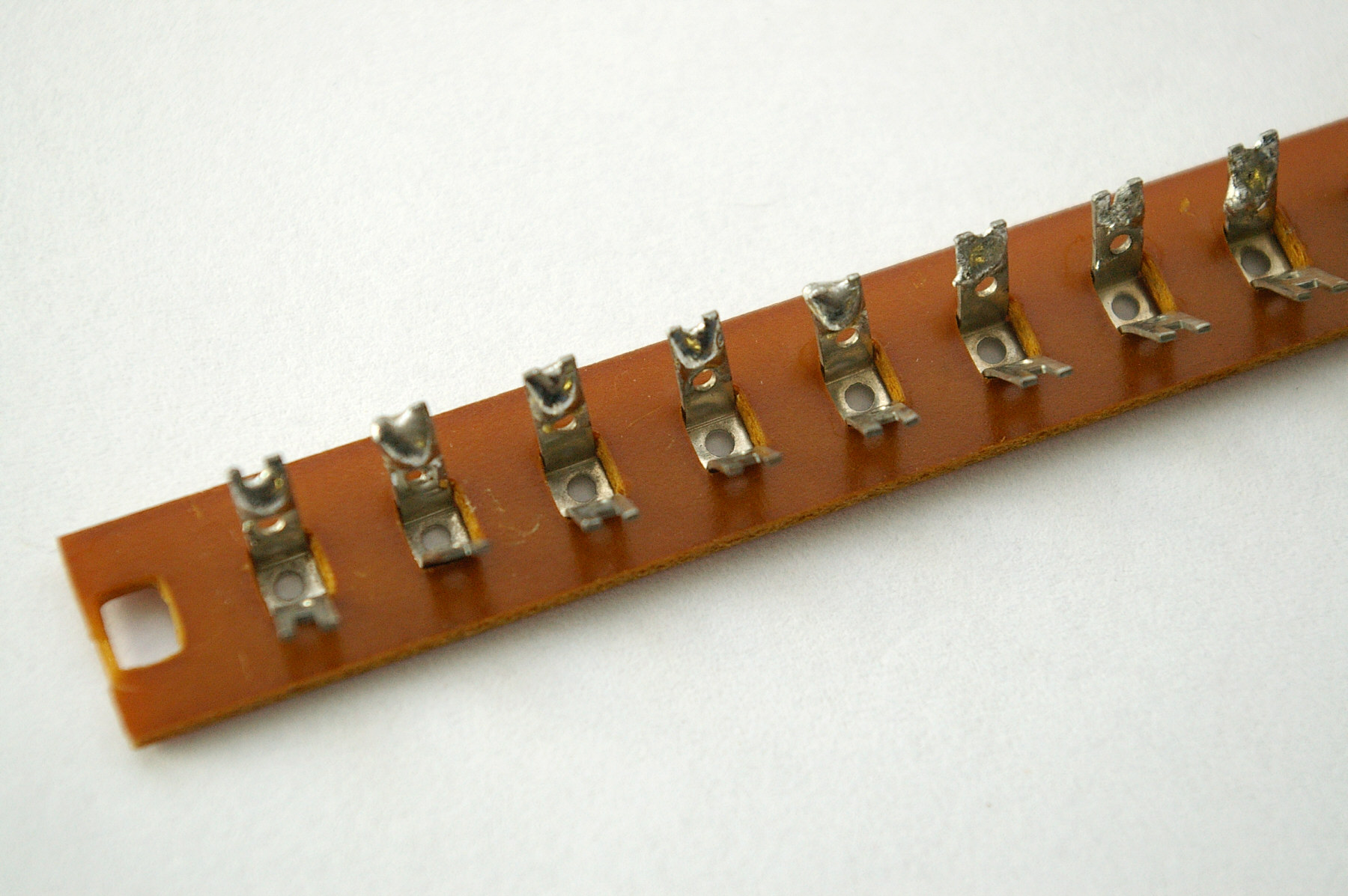
Lötösenleiste

Die Verbindungstechnik im Bereich der Elektrotechnik besteht aus einer Vielzahl von Technologien, mit der ein elektrischer Kontakt (dauerhaft oder lösbar) hergestellt wird.
Die Kontaktierung ist die sichere elektrische Verbindung zwischen zwei Leitern.
Die Aufgabe einer elektrischen Verbindung ist die Leitung eines elektrischen Stromes über diese Kontaktstelle. Dabei ergibt sich naturgemäß ein Übergangswiderstand, der normalerweise so klein wie möglich sein soll.

## Lösbarkeit

### Lösbare elektrische Verbindungen
- Stecker (Steckverbinder), teilweise mit Federkontakten und Kabelschuhen
- Klemmen, zum Beispiel
  - Steckklemmen
  - Schraubklemmen bzw. Lüsterklemme (wieder lösbare Schraubverbindung von massiven Kupferdrähten)
  - Krokodilklemme

### Bedingt lösbare elektrische Verbindungen
- Lötungen, Löten (Fädeltechnik, Leiterplatten, freie Verdrahtung)
- Drahtwickeltechnik, (Wickeln, engl. wire wrap, auch „Wrappen“)
- Schneidklemme
- Einpresskontakte, Einpresstechnik

### Unlösbare elektrische Verbindungen
- Schweißungen (Schweißen)
- Bondverbindungen, Bonden (Kaltpressschweißen)
- Klebverbindung (mit Leitkleber)
- Pressverbindung, Quetschverbinder, Nietverbindung
- Stoßverbinder (Kabelschuhe, Quetschhülse, Crimpen, Lötverbinder)
- Spleißen

Außer der Unterteilung in lösbare und unlösbare Verbindungen gibt es eine weitere in der Technik verbreitete Unterteilung in die Bereiche Lötverbindungen und lötfreie Verbindungen.
Auch sind Verbindungstechniken aus der Mechanik/Maschinenbau als elektrische Verbindungen geeignet, zum Beispiel Schraubverbindung, Niete.
Die elektrische Verbindungstechnik ist ein elementarer Bestandteil zur Herstellung von elektrischen Baugruppen und letztendlich elektrischen Geräten und sorgt für die Verbindung der Bauelemente untereinander sowie für die Anschlusstechnik zur Außenwelt.
Ebenso finden sich innerhalb von Bauelementen teilweise eine Vielzahl von elektrischen Kontaktstellen, zum Beispiel bei Integrierten Schaltkreisen.
Je nach Auslegung in der Designphase ist die Lösbarkeit beziehungsweise die bedingte Lösbarkeit bei größeren und teureren Anlagen vorgesehen. Bei einfachen Elektronikschaltungen richtet sich das gewählte Verbindungsverfahren eher nach dem preiswertesten Herstellverfahren für den Produzenten und berücksichtigt die Reparaturfähigkeit kaum noch. Der Trend geht verstärkt zum Austausch von ganzen Modulen beziehungsweise Einheiten.

## Zuverlässigkeit
Aus der Sicht der Zuverlässigkeit sind Verbindungsstellen potentielle Problembereiche:
- sie sind potentielle Lokalelemente (Korrosion);
- sie können sich durch Temperaturwechsel oder das Kriechen lockern;
- sie können sich bei häufiger Schließung und Trennung durch mechanischen Verschleiß lockern;
- spontane Oxid- und andere Schichten verursachen einen erhöhten Übergangswiderstand bereits bei der Herstellung oder später;
- insbesondere Lötverbindungen sind durch Schwingbruch im Zusammenhang mit mechanischer Beanspruchung gefährdet.

Zur Überprüfung der Qualität werden in diesem Zusammenhang häufig Validierungsprüfungen an neuen Baugruppen durchgeführt. Besonders gründlich sind die Vorarbeiten bei Elektronikgeräten (Steuergeräten) im Kraftfahrzeug. Temperaturschockprüfungen mit 1000 Wechseln zwischen −40 °C und +125 °C sind dort üblich.
Da für die Stromleitung in der Elektrotechnik häufig Kupfer beziehungsweise Kupferlegierungen eingesetzt werden, sich auf „offenem“ Kupfer jedoch nach kurzer Zeit eine Oxidschicht mit erhöhtem Widerstand bildet, sind insbesondere steckbare Verbindungsstellen oder Schaltkontakte durch zusätzliche Oberflächenbeschichtungen geschützt. Hier sind Verzinnungen sowie Beschichtungen mit Silber, Gold, Nickel, Platin und anderen Metallen üblich. Diese Metallüberzüge werden häufig mit Hilfe der Galvanotechnik hergestellt.
Aluminium lässt sich besonders schwer kontaktieren, da es an Luft spontan harte Oxidschichten bildet. Es ist daher als Leitermaterial zur Hausinstallation wieder verschwunden, obwohl Pressverbindungen zuverlässig sind. In der Energieübertragung wird es jedoch verwendet, es muss vor der Verbindung mittels Schrauben oder Pressen gereinigt und/oder gefettet werden.
Der Begriff des Kontaktwiderstandes wurde bereits von Werner von Siemens um 1860 geprägt. Die Problematik des sicheren Kontaktes bei lösbaren Verbindungen (Umgangssprachlich: Wackelkontakt) ist also schon fast so alt wie die Elektrotechnik selbst.